# Zlewnia

Schemat zlewni rzeki

Zlewnia – obszar lądowy, z którego wody spływają do danej rzeki (albo jej części) lub do danego jeziora, bagna, jak również innego obiektu hydrologicznego, zwanego recypientem lub odbiornikiem.
Zlewnia rzeki, gdy analizowana jest cała jej długość (do ujścia), jest tożsama znaczeniowo z dorzeczem. Termin dorzecze bywa dodatkowo zawężany do zlewni rzek głównych, tj. uchodzących do morza lub innego akwenu.

## Charakterystyka
Zlewnia dotyczy zarówno wód powierzchniowych, jak i podziemnych. Ze względu na mające miejsce niekiedy różnice pomiędzy obszarami spływu podziemnego i powierzchniowego stosuje się rozróżnianie zlewni powierzchniowych (topograficznych) i podziemnych (hydrogeologicznych).
Zlewnia wyraźnie wpływa na naturalną retencję wód, sposób zasilenia rzek i jezior oraz ich bilansu wody. Zlewnia decyduje też w dużym stopniu o morfologii koryt rzek i potoków. Charakter jej też ma znaczenie w formowaniu się naturalnego składu chemicznego wód, pojawianiu się zawiesiny, tworzeniu osadów dennych. W kształtowaniu się właściwości wód na terenie zlewni biorą udział nie tylko jej naturalne elementy składowe (podłoże i szata roślinna), lecz również zewnętrzne czynniki – klimat i działalność człowieka.
Rozróżnia się zlewnię bezpośrednią, z której wody spływają bezpośrednio lub za pośrednictwem małych cieków oraz pośrednią, tzn. obszar niekontaktujący się z danym zbiornikiem bezpośrednio, z którego wody są doprowadzane do tego zbiornika za pośrednictwem większego cieku (lub cieków).

## Parametry zlewni
1. Długość zlewni {\displaystyle L} [km] – największa odległość w linii prostej między ujściem i punktem najbardziej oddalonym na dziale wodnym.
2. Długość maksymalna zlewni {\displaystyle L_{maks}} [km] – długość doliny rzeki głównej od ujścia do punktu na dziale wodnym w przedłużeniu odcinka źródłowego.
3. Średnia szerokość zlewni {\displaystyle B} [km] – stosunek powierzchni zlewni do jej długości maksymalnej. Wyraża się wzorem:
{\displaystyle B={\frac {A}{L_{maks}}},}
gdzie:
{\displaystyle A} – powierzchnia zlewni [km²],
{\displaystyle L_{maks}} – długość maksymalna zlewni.
4. Obwód zlewni {\displaystyle P} [km] – długość działu wodnego określona na podstawie mapy topograficznej.
5. Wskaźnik wydłużenia zlewni {\displaystyle C_{w}} – iloraz średnicy koła o polu równym polu powierzchni zlewni do jej {\displaystyle L_{maks}.} Wyraża się wzorem:
{\displaystyle C_{w}={\frac {2}{L_{maks}}}{\sqrt {\frac {A}{\pi }}}.}
6. Powierzchnia zlewni: określana przez pomiar na mapie obszaru ograniczonego topograficznym działem wodnym (planimetrowanie). Na obszarach górskich należy zastosować poprawkę według wzoru:
{\displaystyle A={\frac {A_{m}}{\cos \alpha }},}
gdzie:
{\displaystyle A} – powierzchnia rzeczywista [km²],
{\displaystyle A_{m}} – powierzchnia rzutowana [km²],
{\displaystyle \alpha } – średnie nachylenie zlewni [°].
7. Wskaźnik kolistości zlewni – stosunek pola powierzchni zlewni do pola koła o tym samym obwodzie co obwód zlewni. Wyraża się wzorem:
{\displaystyle C_{k}={\frac {A}{A_{k}}}=4\pi {\frac {A}{P^{2}}}.}

## Parametry opisujące rzeźbę zlewni
1. Wysokość maksymalna {\displaystyle H_{maks}} [m n.p.m.] – maksymalna rzędna terenu na powierzchni zlewni.
2. Wysokość minimalna {\displaystyle H_{min}} [m n.p.m.] – minimalna rzędna terenu na powierzchni zlewni.
3. Deniwelacja terenu {\displaystyle \Delta H} [m] – różnica między {\displaystyle H_{maks}} a {\displaystyle H_{min}} zlewni.
4. Średnia wysokość zlewni {\displaystyle H_{sr}.} Istnieje kilka sposobów jej wyznaczania:
  - jako średnia arytmetyczna {\displaystyle H_{maks}} i {\displaystyle H_{min}} zlewni
{\displaystyle H_{sr.}={\frac {H_{maks}+H_{min}}{2}},}
  - na podstawie krzywej hipsograficznej zlewni – przez zmierzenie powierzchni między wykreśloną krzywą hipsograficzną a układem współrzędnych i podzieleniu jej przez podstawę wykresu. Wtedy mamy:
{\displaystyle H_{sr.}={\frac {F}{A}},}
gdzie:
{\displaystyle F} – powierzchnia ograniczona krzywą hipsograficzną oraz osiami współrzędnych [cm²],
{\displaystyle A} – podstawa wykresu [cm].

Warunki hydrograficzne na obszarze zlewni:
1. Długość rzeki {\displaystyle L} [km] – odległość od ujścia do źródeł rzeki.
2. Wskaźnik rozwinięcia rzeki {\displaystyle r} – stosunek długości rzeki do odległości w linii prostej łączącej źródło z ujściem. Można go zapisać następująco:
{\displaystyle r={\frac {L}{P}}100,}
gdzie:
{\displaystyle L} – długość rzeki [km],
{\displaystyle P} – długość linii prostej od źródła do ujścia [km].
3. Krętość rzeki – długość rzeki do długości doliny, czyli:
{\displaystyle k={\frac {L}{l}},}
gdzie:
{\displaystyle L} – długość rzeki,
{\displaystyle l} – długość doliny.
4. Spadek wyrównany i – stosunek różnicy wysokości źródła i ujścia do długości rzeki.